# 福岡市立特別支援学校清水高等学園
福岡市立特別支援学校「清水高等学園」（ふくおかしりつとくべつしえんがっこう しみずこうとうがくえん）は、福岡県福岡市南区に所在する高等部単独の特別支援学校であり、主に軽度の知的障害のある生徒を対象としている。2023年4月に開校した。

## 概要
本校の学科構成は普通科のみであり、1学年あたりの定員は50名である。入学に際しては、学力検査、作業能力検査、運動能力検査、面接・保護者面接等による選考が行われる。

## 沿革
- 2023年（令和5年）4月1日 - 福岡市立住吉中学校跡地に開校。

## 所在地
- 〒815-0031　福岡県福岡市南区清水1丁目8-4（旧福岡市立住吉中学校校舎）

## 周辺施設
- 福岡市立なのみ学園（自立訓練（生活訓練）、就労移行支援、就労継続支援B型）[2]

## アクセス
- JR鹿児島本線竹下駅から約20分